# Culture de l'Ouzbékistan
 (novembre 2017).
Motif : ce n'est pas un article mais une page de présentation de portail.

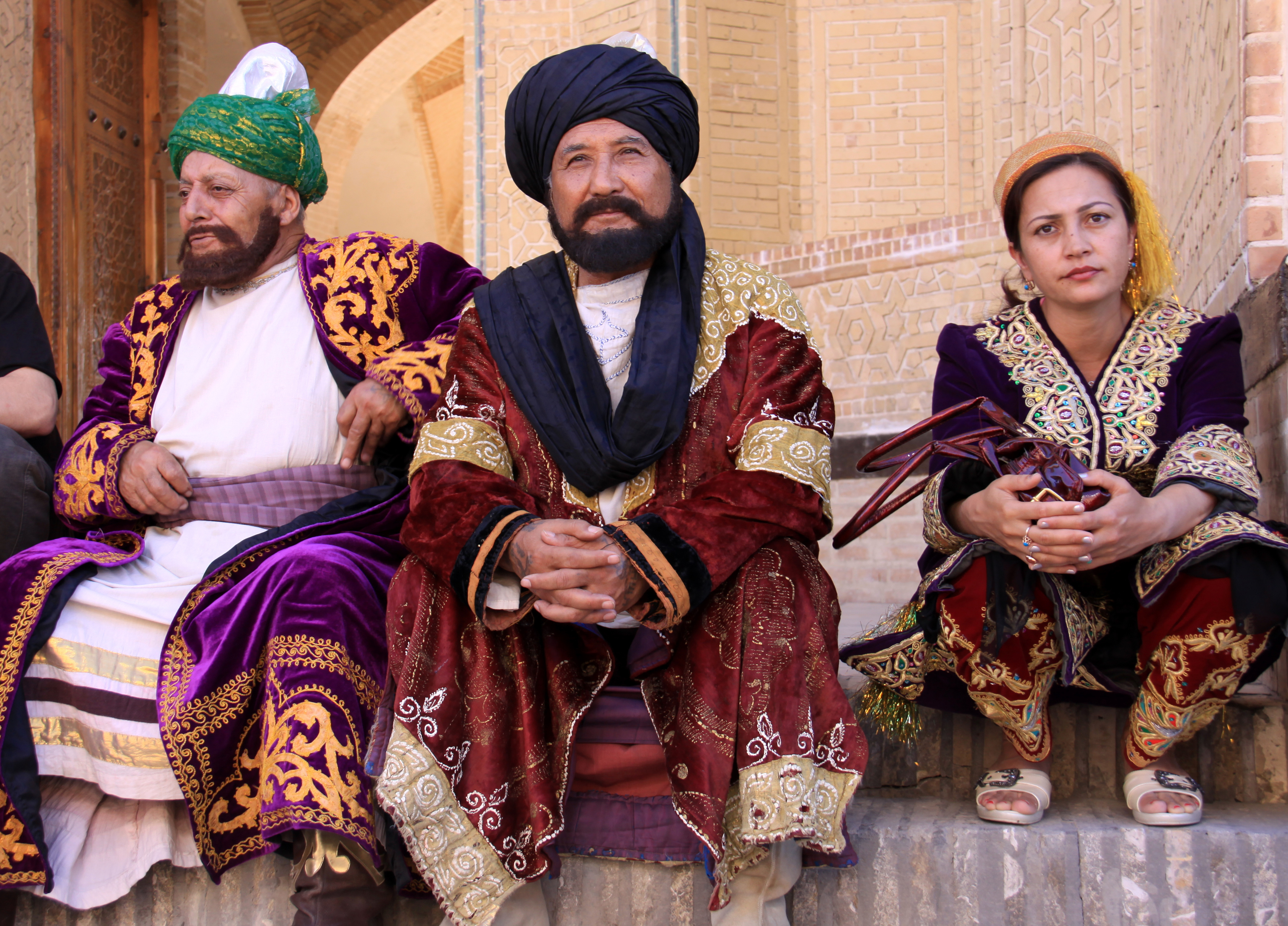
Festival de la soie et des épices à Boukhara.

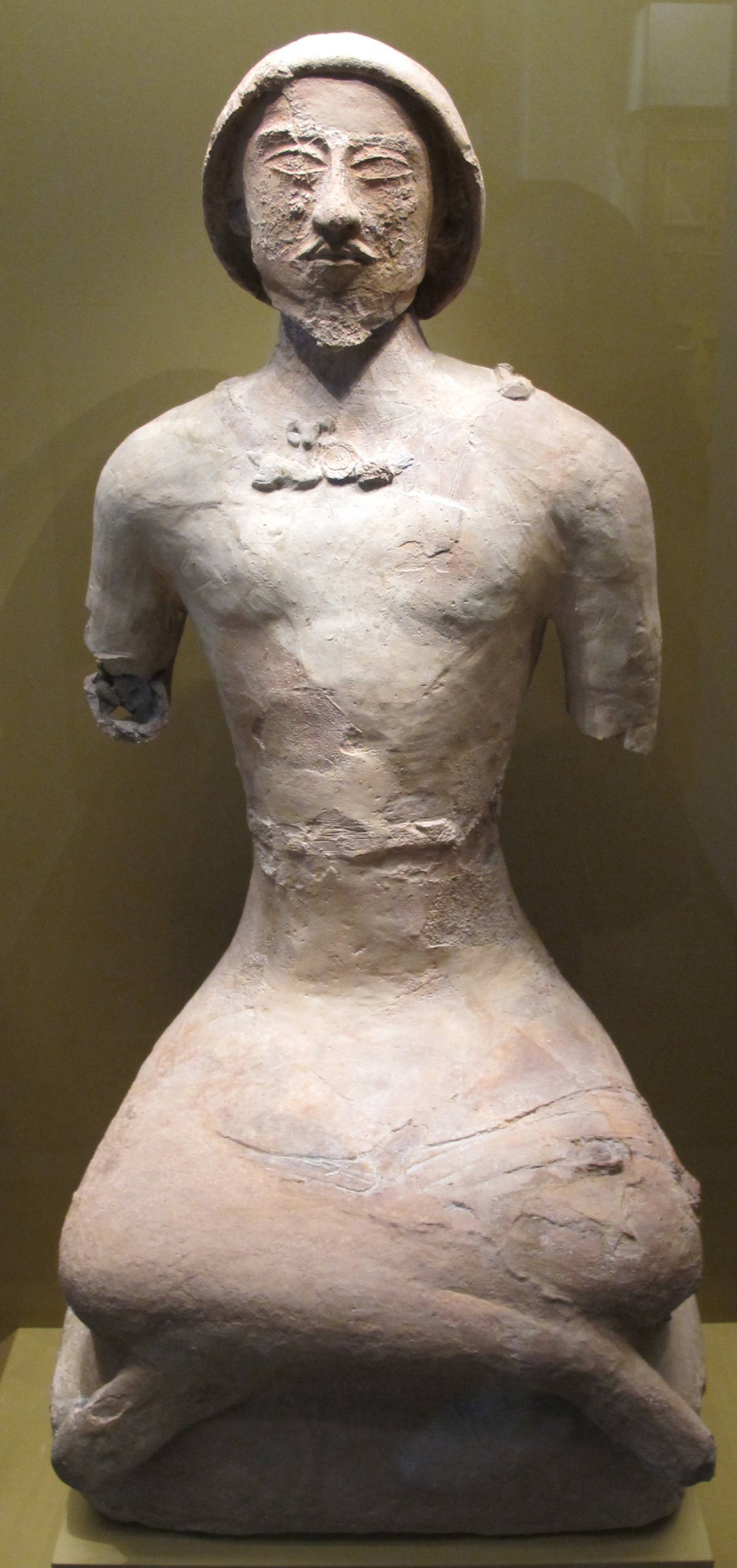
Statue masculine, culture Khwarezm

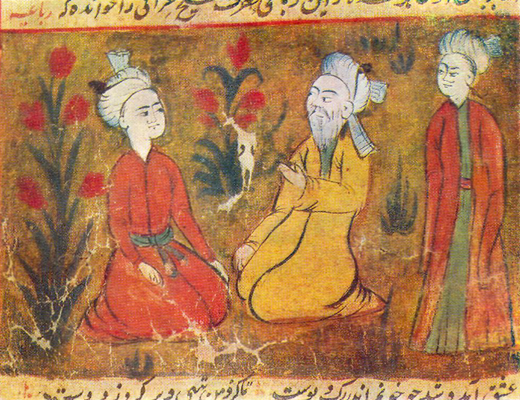
Amir Khusrau

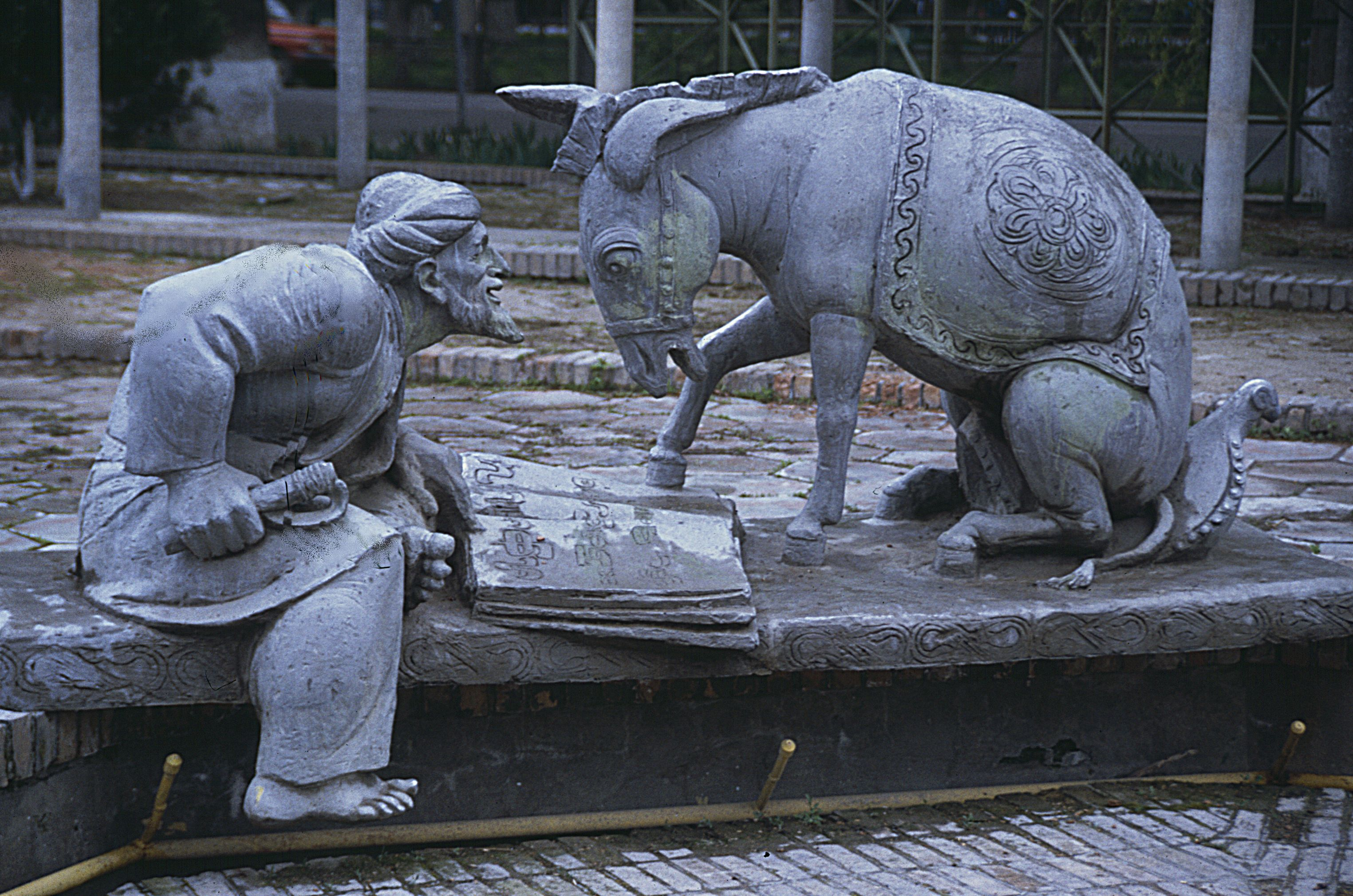
Satue de Nasr Eddin Hodja à Samarcande

La culture de l'Ouzbékistan (34 000 000 habitants en 2020 contre 6 314 000 en 1950), comme celles des autres républiques d'Asie centrale, s'est enrichie à la fois des apports russes et orientaux.

## Langues et populations

### Langues
L'ouzbek est majoritaire : 66 % comme langue maternelle, 80..85 % comme langue d'usage.
L'ouzbek, tout comme l'ouïghour sont proches du tchaghataï, langue administrative puis littéraire (1400-1920), désormais éteinte. Ce sont toutes trois des langues turciques sud-orientales ou karluk.
Le tadjik, très proche du persan, est native pour 8 % de la population, mais comprise par près de 20 %.
Le karakalpak, proche du kirghiz et du kazakh est parlée par la minorité kazakh, principalement en République autonome de Karakalpakstan.
Est également très utilisé le russe, langue principale d'enseignement à l'époque de l'URSS et seconde langue officielle.
L'anglais devient désormais d'usage important, en particulier pour internet.
- Langues en Ouzbékistan, Langues d'Ouzbékistan

### Populations
Le mot Ouzbeks désigne l'ethnie ouzbèque, que ce soit en Ouzbékistan ou ailleurs : 80% des Ouzbeks vivent en Ouzbékistan où ils forment 78% de la population, mais des populations ouzbèques vivent aussi en Afghanistan, au Kirghizistan, au Tadjikistan, au Turkménistan, au Kazakhstan, en Russie et dans la province chinoise du Xinjiang où ils sont officiellement reconnus comme Wūzībiékè zú (« peuple ouzbek » en pinyin).
Le mot Ouzbékistanais qui désigne l'ensemble des citoyens de l'Ouzbékistan quelle que soit leur origine ; les autres groupes ethniques de l'Ouzbékistan sont constitués de Tadjiks, Russes, Karakalpaks, Kazakhs, Tatars, et diverses minorités déportées ici par Joseph Staline, comme les Meskhètes, les Grecs de Crimée ou les Ouroums.
La population est estimée à 34 000 000 Ouzbékistanais en 2020 (contre 6 314 000 en 1950).
- Groupes ethniques en Ouzbékistan
- Démographie de l'Ouzbékistan

## Traditions

### Religion(s)
- Catégorie:Religion en Ouzbékistan
- Religion en Ouzbékistan (en)
- Islam en Ouzbékistan (88-90 %, 27 000 000)
- Christianisme en Ouzbékistan (7-9 %) (2 500 000 ?), Nestorianisme, Chrétiens d'Orient
  - Christianisme orthodoxe en Ouzbékistan (en) (4-8 %) (principalement d'origine russe)
  - Protestantisme en Ouzbékistan (en) (< 1 %) : baptisme, évangélisme, méthodisme, société biblique, apostolique...
    - Église évangélique luthérienne de Russie, d'Ukraine, du Kazakhstan et d'Asie centrale

  - Église catholique en Ouzbékistan (en) (4 000 ?, principalement polonais)
- Autres spiritualités (< 1 %):
  - Zoroastrisme (7 400)
  - Judaïsme (5 000 ?), Histoire des Juifs en Asie centrale (en), Boukhori (en)
  - Bouddhisme en Ouzbékistan (en) (0,2 %)
  - Foi bahá'íe en Ouzbékistan (en) (6 000 ?)
  - Hindouisme en Ouzbékistan (en), Association internationale pour la conscience de Krishna (1 000 ?)
- Autres (2-3 %) : agnosticisme, athéisme, indifférence...
- Liberté de religion en Ouzbékistan (en)

### Symboles
- Emblème de l'Ouzbékistan
- Drapeau de l'Ouzbékistan
- Hymne national de l'Ouzbékistan

### Fêtes
Jours fériés publics en Ouzbékistan (en)

## Société

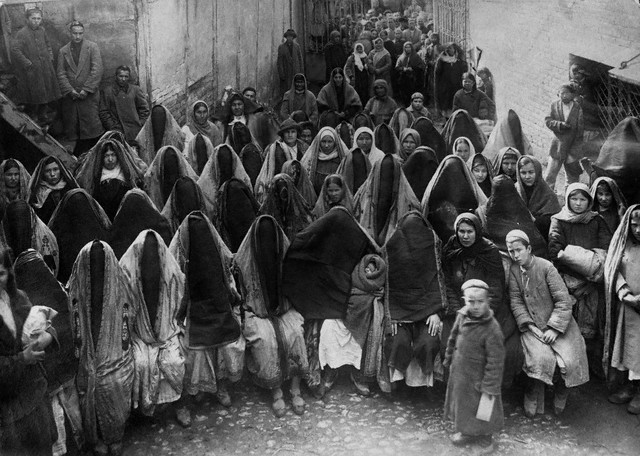
Femmes ouzbek, Tashkent, 1924

### Éducation
- Système éducatif en Ouzbékistan
- Université nationale d'Ouzbékistan (1918)
- Institut médical d'État de Samarkand (1930)
- Université de l'économie mondiale et de la diplomatie (1992)
- Liste d'universités en Ouzbékistan (en)

### Droit
- Droits de l'homme en Ouzbékistan
- Travail des enfants en Ouzbékistan (en)
- Liberté de religion en Ouzbékistan (en)
- Trafic d'êtres humains en Ouzbékistan (en)
- Massacre d'Andijan (2005)
- Droits LGBT en Ouzbékistan
- Murder in Samarkand (en) (2006), document du diplomate britannique Craig Murray

## Arts de la table

### Cuisine(s)

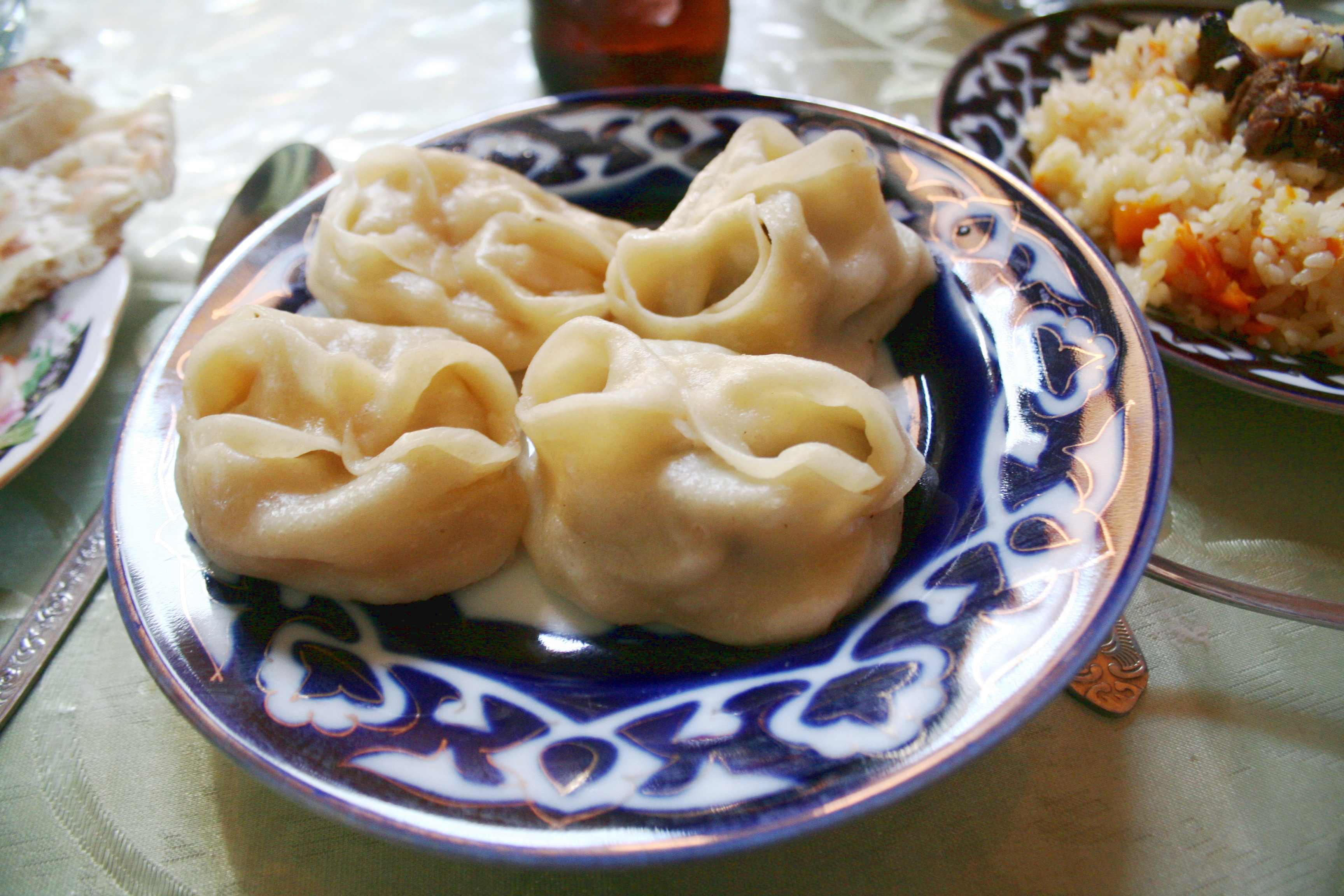
Manti ouzbèke

- Cuisine ouzbèke
- Liste de plats ouzbeks (en)

## Santé
- Catégorie:Santé en Ouzbékistan
- Protection sociale

### Sports, arts martiaux
- Sport en Ouzbékistan (en)
- Sportifs ouzbeks
- Jeux de l'Asie centrale, Jeux mondiaux nomades
- Kok-borou

## Média
- Catégorie:Média en Ouzbékistan
- Médias en Ouzbékistan (en)
- Télécommunications en Ouzbékistan (en)
- Musée de l'histoire des communications en Ouzbékistan (en)

### Presse
- Liste des journaux ouzbeks (en)

### Radio
- Société nationale de radiodiffusion-télévision d'Ouzbékistan

### Télévision
- Société nationale de radiodiffusion-télévision d'Ouzbékistan

### Internet (.uz)
- Uznews.net (en)
- Internet en Ouzbékistan (en)
- Liberté d'accès à internet en Ouzbékistan (en)

## Littérature

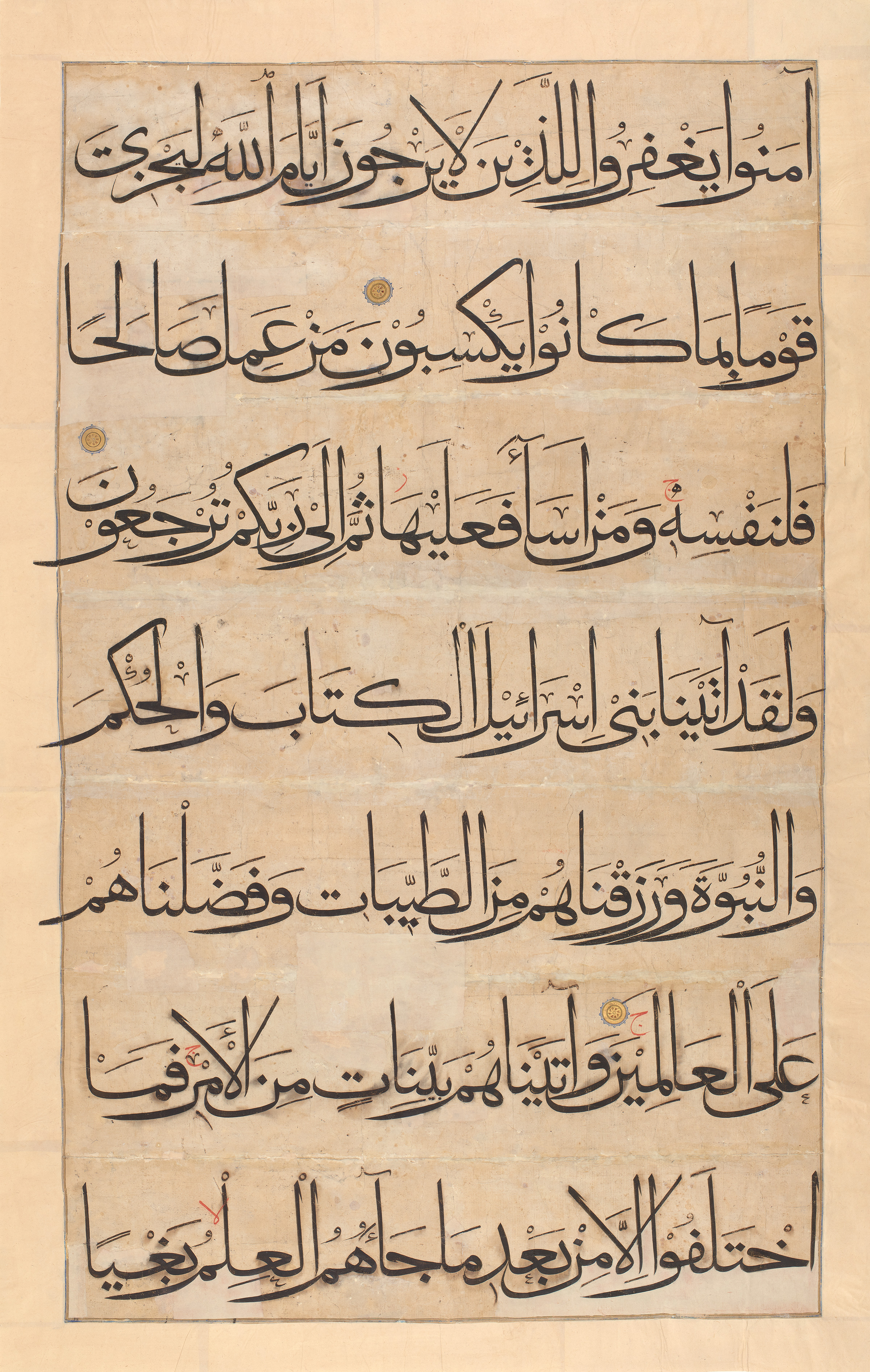
Page de Coran, vers 1400, Empire timouride

- Littérature ouzbèke, De la littérature ouzbèke
- Bibliothèque nationale d'Ouzbékistan (en)

### Écrivains
- Écrivains ouzbek
  - Mounis Khorezmi (1778-1829), Agakhi (1809-1874)
  - Mamadali Mahmoudov (1940-)
- Poètes ouzbek
  - 19 : Nodira ou Nadira (1792-1842) (1792-1842), Jahonotin Uvaysiy (1780-1845)A'jiniyaz (1824-1874), Furqat (1859-1909)
  - 20 : Choʻlpon (1893-1938), Furqat, Gʻafur Gʻulom, Hamid Ismailov (1954-), Mo'ina Khojaeva, Ilyas Malayev, Mirtemir, Quddus Muhammadiy, Hamza Hakimzade Niyazi (1889-1929), Usmon Nosir, Abdulla Oripov (poète, 1941-2016), Abdulla Qodiriy, Urinboy Rahmonberdievich Rakhmonov, Erkin Vohidov, Halima Xudoyberdiyeva, Muhammad Yusuf (poète, 1954-2001), Zulfiya (poète)
  - 21 : Abdulla Oripov (poet) (1941-2016), Halima Xudoyberdiyeva (1947-)

- Liste de poètes en langages turcs
- Mir Alicher Navoï ou Ali-Shir Nava'i (1441-1501), écrivain, poète, linguiste, mystique, de langue tchaghataï

### Ouvrages
- Alpamych, épopée turcophone, à rapprocher de la kirghize épopée de Manas
- Oʻtgan kunlar (en) (1925, roman, Abdulla Qodiriy)
- Encyclopédies en ouzbek :
  - Wikipédia en ouzbek
  - Encyclopédie nationale d'Ouzbékistan (en) (2000-2005)
  - Encyclopédie soviétique ouzbèke (en) (1971-1980)
- Musée d'État de la littérature Alisher Navoi (en) (1947)
- Grandes épopées turques : Manas, Kojojash, Koroghlou

## Artisanats

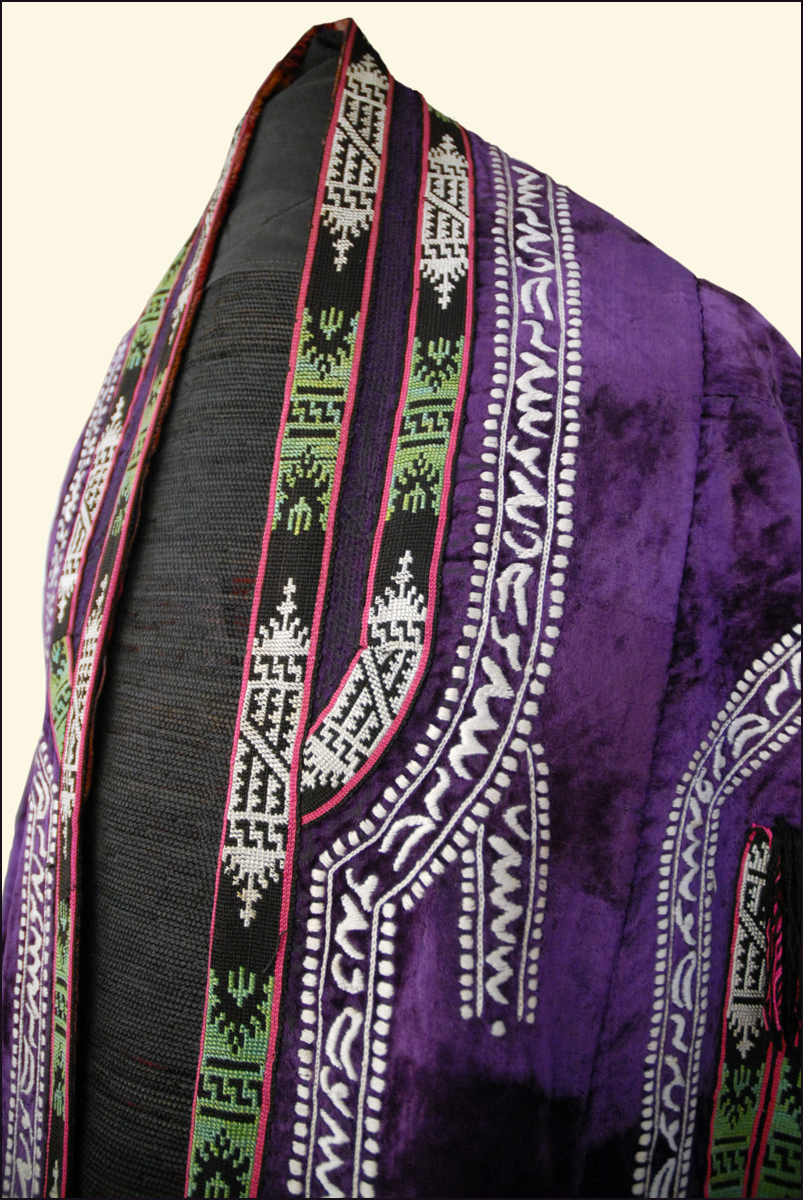
Vêtement brodé ouzbek
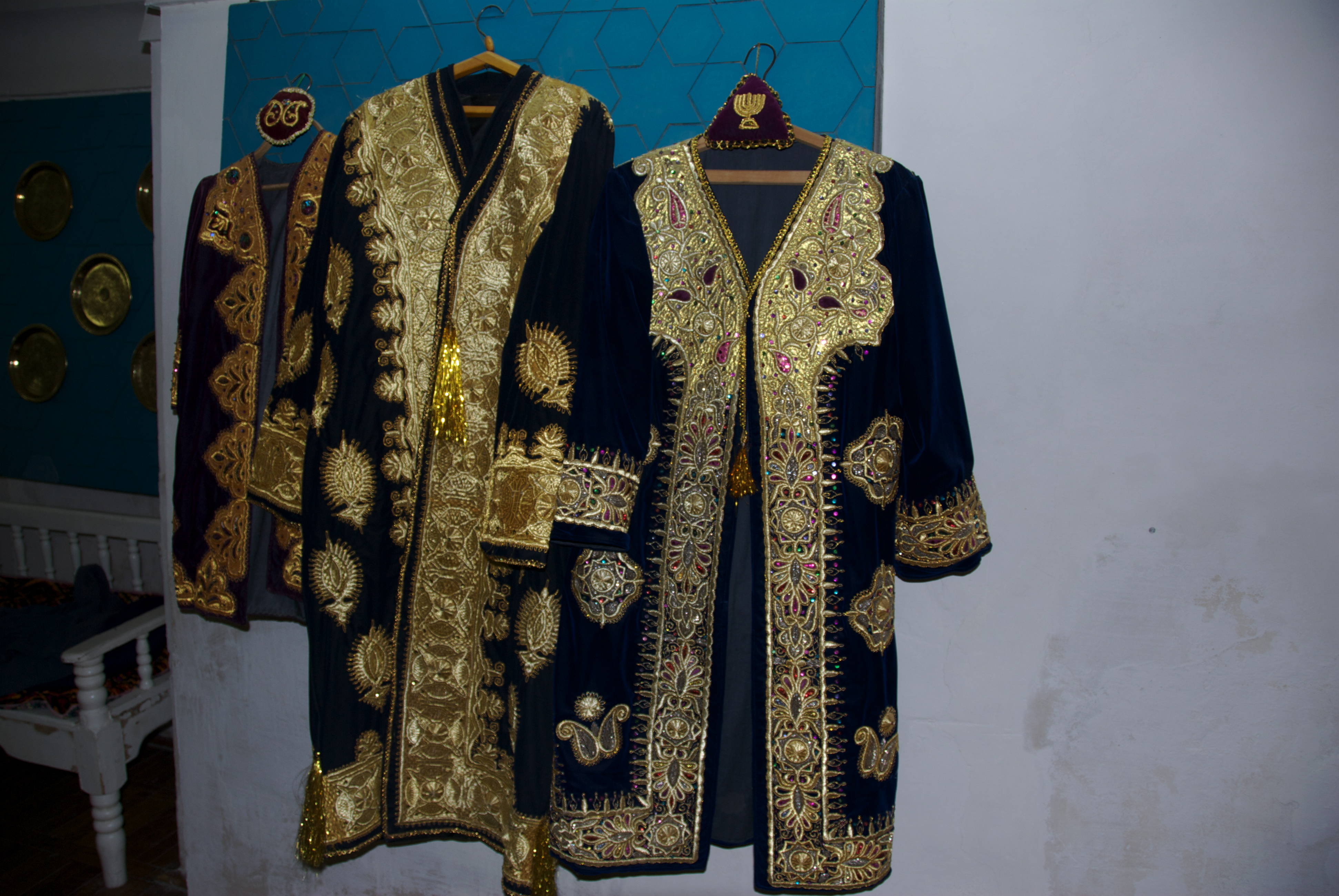
Vêtement ouzbek de cérémonie
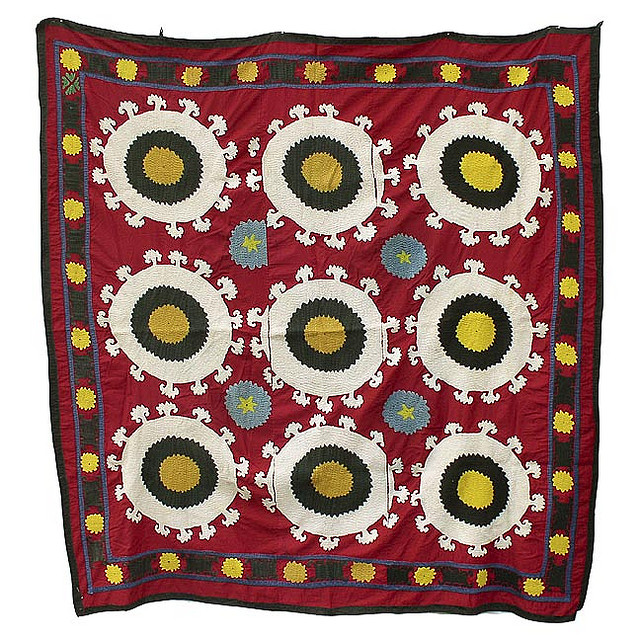
Suzani
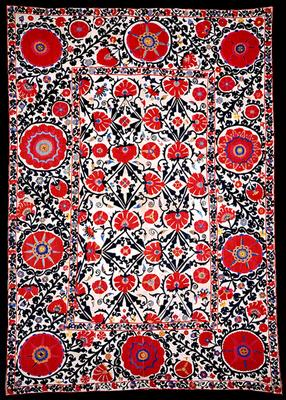
Suzani
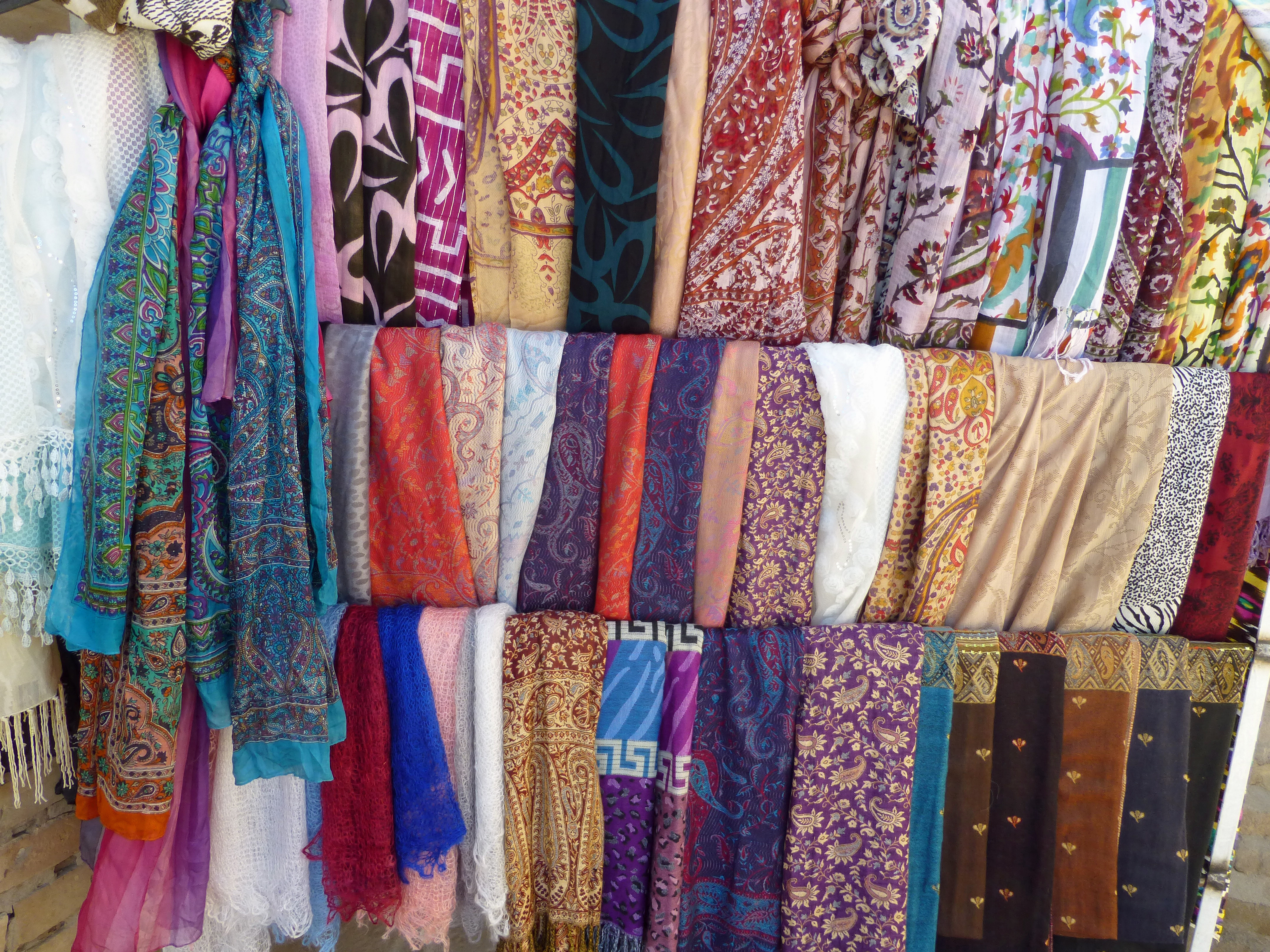
Tissus à Khiva

- Art des steppes

### Textiles, cuir, papier
- Suzani

## Arts visuels

### Architecture
- Architecture en Ouzbékistan (en)
- Pastoralisme nomade
- Yourte
- Art timouride
- Caravansérail de Rabati Malik

### Photographie
- Photographie en Ouzbékistan (en)
- Photographes ouzbek :
  - Pionniers russes : Sergueï Prokoudine-Gorski (1863-1944), Max Penson (1893-1955)
  - Umida Akhmedova (en) (1955-)

## Arts du spectacle
- Spectacle vivant, Performance, Art sonore

### Musique
- Musique ouzbèke
- Opéra de Tachkent (1947, Alicher Navoï)
- Musique Toi (en) populaire

### Danse
- Danse en Ouzbékistan (en)[1]
- Trois grandes écoles de danse : Khorezm, Fergana[2], Bukhara[3]
- Mukarram Turgunbaeva (en), chorégraphe

### Théâtre
Diverses formes de théâtre ont existé et existent encore en Asie centrale, mais les informations manquent.
- Liste de compagnies de théâtre en Ouzbékistan (en)
- Théâtre Navoi (1929)
- Theatre Ilkhom (en) (1976)
- (en) Simon Tordjman, Une introduction au théâtre  actuel en Asie centrale et en Afghanistan, 2006 (IETM, International network for contemporary performing arts)[4]

### Autres: marionnettes, mime, pantomime, prestidigitation
- Marionnette
- Arts de la marionnette en Ouzbékistan sur le site de l'Union internationale de la marionnette
- Askiya
- Bakhshî
- Katta ashula
- Shashmaqam

### Cinéma
- Cinéma ouzbek
- Liste de films ouzbeks

## Tourisme
- Liste du patrimoine mondial en Ouzbékistan
- Liste de jardins botaniques en Ouzbékistan (en)
- Liste des zones protégées en Ouzbékistan (en)
- Liste de musées en Ouzbékistan (en)

## Patrimoine

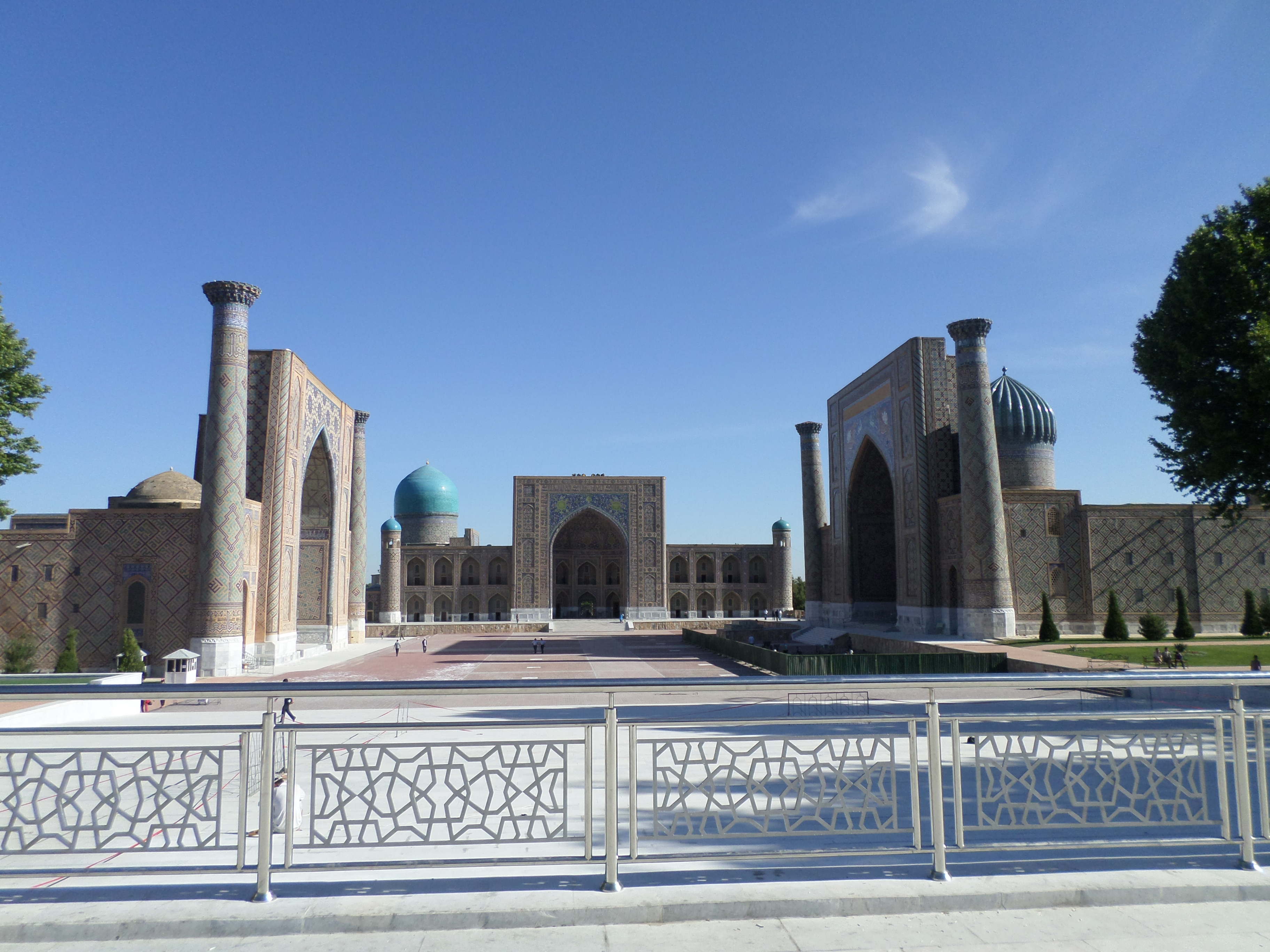
Le Régistan à Samarcande.

### Musées
- Palais d'Été de Boukhara
- Médersa Islam Khodja (musée des Arts appliqués) à Khiva
- Musée Igor-Savitsky, à Noukous
- Musée des Arts appliqués de Tachkent
- Musée des arts d'Ouzbékistan à Tachkent

### Liste du Patrimoine mondial
Le programme Patrimoine mondial (UNESCO, 1971) a inscrit dans sa liste du patrimoine mondial en Ouzbékistan (au 12/01/2016) : Liste du patrimoine mondial en Ouzbékistan, dont : 
- 1990 : Itchan Kala
- 1993 : Centre historique de Boukhara
- 2000 : Centre historique de Shakhr-i-Sabz
- 2001 : Samarkand - carrefour de cultures

### Liste représentative du patrimoine culturel immatériel de l’humanité
Le programme Patrimoine culturel immatériel (UNESCO, 2003) a inscrit dans sa liste du patrimoine culturel immatériel de l'humanité en Ouzbékistan :
- 2008 : L’espace culturel du district de Boysun (2008)[5],
- 2008 : La musique Shashmaqam, Ouzbékistan – Tadjikistan (2008)[6],
- 2009 : Norouz, Nowrouz, Nooruz, Navruz, Nauroz, Nevruz (2009) [7],
- 2009 : Le Katta ashula (2009)[8],
- 2014 : L’askiya, l’art de la plaisanterie (2014)[9],
- 2016 : La tradition et la culture du plov[10],

Le site ich.uz donne précisions et actualisations.

### Registre international Mémoire du monde
Le programme Mémoire du monde (UNESCO, 1992) a inscrit dans son registre international Mémoire du monde (au 15/01/2016) :
- 1997 : La Collection de l'Institut Al-Biruni d'études orientales, (Académie des sciences de la République d'Ouzbékistan, Tachkent)[12],
- 1997 : Le Coran d'Othman, (Conseil musulman de l'Ouzbékistan, Tachkent) [13].